# ハロルド作石
ハロルド 作石（ハロルド さくいし、1969年3月16日 - ）は、日本の漫画家。愛知県出身。血液型AB型。
本名：作石 貴浩（さくいし たかひろ）。愛知県立守山高等学校出身。『ゴリラーマン』の舞台となる白武高校は、この守山高校がモデルである。

## 人物
作品の随所にプロ野球、プロレス、三国志、また『BECK』中期からは欧州サッカーに関する小ネタが用意されている。群衆シーンに他の漫画のキャラやプロレスラーを登場させていることも多い。
ペンネームの由来は、力道山をスカウトしたレスラー「ハロルド坂田」からきている。ゴリラーマン連載時に、このペンネームを使用したところ、当時編集長から「ハロルドは言いにくい、作石も言いにくい。」と言われる。またケンドーコバヤシとの対談では、芸名の由来が同じくレスラーであることから感銘を受けている。
初長編『ゴリラーマン』はオフビートなユーモアと、シリアスな展開の混在を特徴とした作品であったが、第2作『サバンナのハイエナ』でアメリカン・カートゥーン系の絵柄に変えて、作風を大幅に変更した。その実験精神はいしかわじゅんにも高評価されたが、『サバンナのハイエナ』は連載途中で中断した。
続く『バカイチ』『ストッパー毒島』では、元の作風に戻る。『BECK』は少年誌連載ということもあり、ユーモアは抑えられてストレートな青春ドラマになっている。
『7人のシェイクスピア』は『ビッグコミックスピリッツ』（小学館）2010年3・4合併号（2009年12月発売）より連載開始したが、2011年50号で「第一部：完」となった。のち、続編『7人のシェイクスピア NON SANZ DROICT』が『週刊ヤングマガジン』（講談社）2017年2・3合併号（2016年12月発売）より連載されている。
影響を受けた漫画は藤子不二雄Aの自伝的漫画『まんが道』。
お笑いコンビ「新作のハーモニカ」のメンバーの藤田隼人は、従甥に当たる。

## 作品リスト
- 『ゴリラーマン』講談社〈ヤンマガKCスペシャル〉全19巻（『週刊ヤングマガジン』連載）
  - （文庫版）講談社〈講談社漫画文庫〉全12巻
  - （ストーリー別総集編版）講談社〈講談社プラチナコミックス〉全10巻
  - （復刻版）『ゴリラーマン 新世紀リマスター』講談社〈ヤンマガKCスペシャル〉全19巻
- サバンナのハイエナ（『週刊ヤングマガジン』1994年15号 - 29号） - 単行本未収録。
- 『バカイチ』講談社〈ヤンマガKCスペシャル〉全4巻（『週刊ヤングマガジン』連載）
- 『ストッパー毒島』講談社〈ヤンマガKC〉全12巻（『週刊ヤングマガジン』連載）
- 『BECK』講談社〈KCデラックス〉全34巻（『月刊少年マガジン』1999年 - 2008年）
  - （文庫版）講談社〈講談社漫画文庫〉全17巻
  - （新装版）講談社〈KCデラックス〉全17巻
- 『7人のシェイクスピア』小学館〈ビッグスピリッツコミックススペシャル〉全6巻（『ビッグコミックスピリッツ』2010年3・4合併号 - 2011年50号）
  - （新装版）講談社〈KCデラックス〉全3巻
  - 『7人のシェイクスピア NON SANZ DROICT』講談社〈ヤンマガKCスペシャル〉既刊13巻（『週刊ヤングマガジン』2017年2・3合併号 - ）
- 『RiN』講談社〈講談社コミックスデラックス〉全14巻（『月刊少年マガジン』2013年1月号から2016年5月号）
- 『ゴリラーマン40』講談社〈ヤンマガKCスペシャル〉全3巻（『週刊ヤングマガジン』2022年19号[4] - 2022年38号[5]）
  - ゴリラーマン40 ファミリー編（『週刊ヤングマガジン』2023年4・5合併号[6] - 2024年24号[7]）
- 『THE BAND』講談社〈KCデラックス〉既刊2巻（『月刊少年マガジン』2025年1月号[8] - ）

## 特集記事
『週刊ヤングマガジン』2019年8月12日号に、特集記事「ハロルド作石のまんが道!」が掲載された。自身が、漫画家を志したきっかけから連載に至るまでを語っている。

## 受賞歴
- 1987年、第17回ちばてつや賞優秀新人賞受賞。（『そうはいかん』作石智祥名義）
- 1990年、第14回（平成2年度）講談社漫画賞一般部門受賞。（『ゴリラーマン』）
- 2002年、第26回（平成14年度）講談社漫画賞少年部門受賞。（『BECK』）

## 関連人物
大島岳詩
師匠。
SP☆なかてま
アシスタント。
間中信行
アシスタント。
渡辺潤
アシスタント。
マーチン角屋
アシスタント。
柴田ヨクサル
アシスタント。
ジョン・K・ペー太
アシスタント。『ジョン・K・ペー太の世界』（2005年、桃園書房刊、ISBN 978-4-80-784136-3）の「疑問・質問に答えるコーナー」にて明かしている。ハロルド作石自身も同本へメッセージイラストを寄稿している。
佐久間力
アシスタント。
奥田民生
ファン。
伊集院光
ファン。
蝶野正洋
ファン。
松本太郎
ファン。
ケンドーコバヤシ
ファン。
高橋茂雄
ファン。『サバンナのハイエナ』にちなんでコンビ名をサバンナに決定した。
有吉弘行
ファン。
ゆめまる（東海オンエア）
ファン。
森田（さらば青春の光）
ファン。